# Emma Asson
Pour les articles homonymes, voir Asson (homonymie).
Emma Asson, née le 13 juillet 1889 et décédée le 1er janvier 1965, est une femme politique estonienne, membre du parti social-démocrate. Elle est la première femme de son pays à être élue au parlement estonien. Asson participe à la rédaction de la première constitution de l'Estonie lors de son accession à l'indépendance, spécialement sur les éléments relatifs à l'éducation et à l'égalité des genres. Elle est aussi la première à avoir écrit un manuel scolaire en estonien en 1912.

## Biographie
Emma Asson est née le 13 juillet 1889 dans la paroisse de Vaabina, dans le comté de Võru alors intégré dans le gouvernement de Livonie (partie de l'empire russe), d'un père professeur. Elle étudie à l'école pour filles A.S Pushkin à Tartu et est diplômée en histoire des Cours Bestoujev de Saint-Pétersbourg en Russie en 1910. Elle devient dans un premier temps professeur d'histoire pour une université pour filles de Tartu.
Asson est engagée dans différentes organisations féminines luttant contre les problèmes sociaux et d'éducation. En 1919, elle est élue au conseil municipal de Tallinn et est élue, première femme à accéder à cette fonction, parlementaire lors de la première législature du tout nouveau parlement de l'Estonie qui a récemment pris son indépendance. En 1920, les femmes d'Estonie obtiennent les mêmes droits que les hommes grâce à la nouvelle constitution. Asson et une autre femme, Minni Kurs-Olesk, sont consultées pour la rédaction de cette constitution. Elle est membre du ministère de l'éducation de 1919 à 1921, secrétaire de l'association des femmes estoniennes et directrice du département d'éducation en 1925 à 1940.
Elle est mariée au politicien estonien Ferdinand Peterse de 1921 à 1941.